# オレネゴールスキイ・ゴルニャーク (大型揚陸艦)
オレネゴールスキイ・ゴルニャーク(ロシア語:Оленегорский Горнякアリニゴールスキイ・ガルニャーク)は、ロシア連邦の大型揚陸艦(Большой десантный корабль)である。艦名はムールマンスク州の都市の労働者に因む「オレネゴールスクの鉱山労働者」という意味。

## 概要
ゲオールギイ・ポベドノーセツは、ポーランド人民共和国で開発された775号計画型中型揚陸艦の5番艦SDK-91(СДК-91エーズデーカー・ヂヴィチソート・アヂーン)として、グダニスクの「ヴェステルプラッテの英雄記念」北造船所(現株式会社「北造船所」)で建造された。1976年に竣工すると、ソ連海軍に引き渡され北方艦隊に配備された。1977年には775号計画型は大型揚陸艦に艦種変えされ、これに伴いSDK-91もBDK-91(БДК-91エームデーカー・ヂヴィチソート・アヂーン)とその名を改められた。
1991年末にソ連が崩壊すると、BDK-91の所属もロシア海軍に移ることとなった。1992年には、BDK-91はそれまでのソ連海軍旗を降ろし、ロシア海軍の伝統的な旗である聖アンドレイ旗を掲げた。
2000年5月7日には、艦名は地元の労働者に因み、オレネゴールスキイ・ゴルニャークに改められた。2007年時点で現役である。
オレネゴールスキイ・ゴルニャークの物資搭載量は500 tまでとなっており、内訳は兵士340 名と41 tまでの主力戦車10 両、または兵士340 名と装甲戦闘車両12 両、または兵士313 名と主力戦車3 両および2S9自走砲3 両、MT-LB5 両、トラック4 両となっている。
2023年8月4日、ウクライナはノボロシスク港で同艦を無人機で攻撃、損傷を与えたとする映像を公開した。